# Dichochrysa sansibarica
Dichochrysa sansibarica là một loài côn trùng trong họ Chrysopidae thuộc bộ Neuroptera. Loài này được Kolbe miêu tả năm 1897.